# Kœking
Kœking (deutsch: Keichingen) ist ein Ortsteil von Thionville, im Département Moselle in der Region Grand Est (bis 2015 Lothringen).

## Geschichte
Frühere Schreibweisen lauteten: Kœckinga (1411), Kechingen (1681), Kikingen (1681), Kechuingen (1686), Kaikingen (18. Jahrhundert), Keichingen und Kerchingen (1701), Kaichingen (1706), Koekin (1756), Koeking (1793), Kaiking (1801), Kechingen (1871–1918), Köckingen (1943).
1809–1921 wurde Kœking nach Garche eingemeindet und kam 1970 zusammen mit Garche als Ortsteil in die Stadt Thionville.

### Bevölkerungsentwicklung
| Jahr      | 1806 | 1931 | 1946 | 1954 | 1962 | 1968 |
| Einwohner | 303  | 311  | 263  | 232  | 264  | 246  |